# Bertomeu, l'as dels ganduls
Bertomeu, l'as dels ganduls va ser una sèrie de còmics autoconclusius creada en 1950 per Josep Palop Gómez per a la revista Jaimito de l'Editorial Valenciana, una de les més populars de la publicació. Originàriament es publicava en castellà amb el nom Bartolo, as de los vagos.
Bertomeu va començar com una simple tira, però va passar després a compartir una pàgina amb una altra sèrie de Palop, El abuelo, fins que finalment va disposar d'una pàgina sencera per a ella sola. A partir de 1991, en el número 70 de Camacuc, comença a publicar-se en valencià.
Bertomeu representa l'encarnació d'una qualitat, la vagància, com dona a entendre la seua pròpia iconografia: Postura encorbada, mans en les butxaques, cigarret en els llavis, ulls entretancats i boina. Totes les seues històries narren els seus intents per evitar qualsevol esforç i poder seguir dormint la becadeta. A mitjans dels anys 60 s'introdueixen noves ambientacions, i Bertomeu apareix empleat en una oficina, amb companys com Chivatini.
Bertomeu és el propotip del malfaener dins del còmic clàssic espanyol per damunt d'altres personatges, com Leopoldo Vaguete (1959) de Beltrán, Vagancio (1953) de Cifré o el Pepón de Los señores de Alcorcón y el holgazán de Pepón (1959). La diferència en este personatge, és que no arriba a conèixer la frustració característica de l'escola Bruguera, atès que com explica Antonio Altarriba, Bertomeu manca d'aspiracions vitals.